# كانوكون
كانوكون (بالإنجليزية: Kanokon)‏ هي رواية خفيفة يابانية نشرت من قبل ميديا فاكتوري في 31 أكتوبر 2005،تحولت لمانغا نشرت في 2006 ومسلسل أنمي عرضت في 2008.